# Aaron Arrowsmith

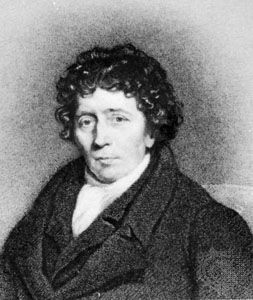
Aaron Arrowsmith

Aaron Arrowsmith, född 14 juli 1750 i Winston, grevskapet Durham, död 23 april 1823 i London, var en engelsk geograf och kartograf; farbror till John Arrowsmith.
Arrowsmith utbildades ursprungligen till lantbrukare, men övergick snart till att studera geografi och matematik samt fick 1770 plats hos en kartograf i London. Han grundlade senare ett eget kartförlag, varifrån årligen utgick 130 atlasblad samt stora kartor av hög klass och av stort värde för hydrografin. Av hans verk kan nämnas en världskarta (Mercators projektion, 1790), en karta över Skottland (1807) och en över södra Indien (1822).